# Associazione Calcio Riozzese 2008-2009
Questa voce raccoglie le informazioni riguardanti l'Associazione Calcio Riozzese nelle competizioni ufficiali della stagione 2008-2009.

## Organigramma societario
Tratto dal sito Football.it.
Area amministrativa
- Presidente: Mileto Faraguna
- Vicepresidente: Roberto Tognoni
- Direttore generale: Sergio Pedrazzini
- Direttore sportivo: Matteo Festa
- Segretario generale: Aldo Ducci

Area tecnica
- Allenatore: Giovanni Franco Lanzani (fino al 2 ottobre 2008)
- Allenatore: Matteo Festa (dal 2 ottobre al 12 ottobre 2008)
- Allenatore: Domenico Caserini (dal 13 ottobre 2008)
- Allenatore portieri: Fabrizio Bombelli
- Preparatore atletico: Simone Lanzani

## Rosa
Rosa e ruoli tratti dal sito Football.it.
| N. |                    | Ruolo | Calciatrice            |
| -- | ------------------ | ----- | ---------------------- |
|    | Italia (bandiera)  | P     | Marisa Gorno           |
|    | Italia (bandiera)  | P     | Stefania Platania      |
|    | Italia (bandiera)  | P     | Francesca Ventura      |
|    | Italia (bandiera)  | D     | Elisa Asperti          |
|    | Italia (bandiera)  | D     | Barbara Bonini         |
|    | Italia (bandiera)  | D     | Emmanuela Celentano    |
|    | Italia (bandiera)  | D     | Filomena De Vincenzo   |
|    | Italia (bandiera)  | D     | Stefani Lacchini       |
|    | Italia (bandiera)  | D     | Ilaria Lazzari         |
|    | Italia (bandiera)  | D     | Sofia Marinoni         |
|    | Italia (bandiera)  | D     | Francesca Sironi       |
|    | Italia (bandiera)  | D     | Francesca Tonani       |
|    | Brasile (bandiera) | C     | Mayara Amorin De Sousa |
|    | Italia (bandiera)  | C     | Laura Biliato          |

| N. |                   | Ruolo | Calciatrice      |
| -- | ----------------- | ----- | ---------------- |
|    | Italia (bandiera) | C     | Silvia Crestan   |
|    | Italia (bandiera) | C     | Patrizia Fassi   |
|    | Italia (bandiera) | C     | Jessica Mantuano |
|    | Italia (bandiera) | C     | Claudia Mauri    |
|    | Italia (bandiera) | C     | Elisa Perini     |
|    | Italia (bandiera) | C     | Chiara Pignedoli |
|    | Italia (bandiera) | C     | Silvia Piva      |
|    | Italia (bandiera) | C     | Laura Sironi     |
|    | Italia (bandiera) | C     | Claudia Veronesi |
|    | Italia (bandiera) | A     | Tatiana Bonetti  |
|    | Italia (bandiera) | A     | Anna De Falco    |
|    | Italia (bandiera) | A     | Martina Piccinin |
|    | Italia (bandiera) | A     | Chiara Piccinno  |

## Calciomercato

### Sessione estiva
|  |

| Cessioni | Cessioni       | Cessioni     | Cessioni   |
| R.       | Nome           | a            | Modalità   |
| -------- | -------------- | ------------ | ---------- |
| C        | Chiara Carpino | Venezia 1984 | definitivo |

## Risultati

### Serie A

#### Girone di andata
| Arbitro: | Bruno Di Leonardo (Riva Arco) |

|                              |           |            |
| Paliotti 15’, 61’ Parisi 88’ | Marcatori | 2’ Bonetti |

| Arbitro: | Franco Zitti (Asti) |

|  |           |                                   |
|  | Marcatori | 17’ Fuselli 40’ Tona 77’ Iannella |

| Arbitro: | Claudio Castello (Chivasso) |

|  |           |                       |
|  | Marcatori | 6’ Barreca 40’ Parejo |

| Arbitro: | Alessandro Romeo (Como) |

|  |           |                               |
|  | Marcatori | 28’ Bonetti 52’, 78’ Piccinno |

| Arbitro: | Marco Francesco Schifano (Novi Ligure) |

|             |           |             |
| Bonetti 55’ | Marcatori | 12’ Moretti |

| Tavagnacco 1º novembre 2008 6ª giornata | Graphistudio Tavagnacco | 0 – 0 referto | Riozzese | Stadio comunale\| Arbitro: \| Daniele Chiffi (Padova) \| |
| Arbitro:                                | Daniele Chiffi (Padova) |               |          |                                                          |

| Arbitro: | Jacopo Rossi (Lecco) |

|  |           |             |
|  | Marcatori | 75’ Balconi |

| Arbitro: | Mario Gallione (La Spezia) |

|                                                   |           |  |
| Sabatino 26’, 53’, 65’ Vicchiarello 41’ Costi 90’ | Marcatori |  |

| Arbitro: | Nicola Zuliani (Biella) |

|              |           |                         |
| Piccinno 45’ | Marcatori | 80’ Maglio 87’ Bortolus |

| Arbitro: | Marco Nonis (Pordenone) |

|               |           |                        |
| Cavallini 65’ | Marcatori | 21’ Perini 60’ Bonetti |

| Arbitro: | Riccardo Campana (Seregno) |

|  |           |                        |
|  | Marcatori | 93’ (rig.) Scarpellini |

#### Girone di ritorno
| Arbitro: | Marco Scirè (Chivasso) |

|                  |           |                                                   |
| Bonetti 74’, 91’ | Marcatori | 3’ Panico 15’ Gabbiadini 81’ Paliotti 86’ Troiano |

| Arbitro: | Gavino Mannu (Sassari) |

|                                                    |           |  |
| Stracchi 4’ Iannella 21’, 87’ Tona 68’ Fuselli 70’ | Marcatori |  |

| Arbitro: | Veronica Vettorel (Latina) |

|                 |           |  |
| Parejo 55’, 70’ | Marcatori |  |

| Arbitro: | Davide Vignola (Bergamo) |

|             |           |           |
| Bonetti 44’ | Marcatori | 48’ Croce |

| Arbitro: | Davide Ghersini (Genova) |

|                          |           |                        |
| Carissimi 24’ Parodi 67’ | Marcatori | 11’ Perini 66’ Bonetti |

| Arbitro: | Franco Zitti (Asti) |

|  |           |                           |
|  | Marcatori | 70’ Brumana 72’ Camporese |

| Arbitro: | Attilio Luca Manzi (Lecco) |

|           |           |  |
| Ricco 38’ | Marcatori |  |

| Arbitro: | Nicola Storace (Novi Ligure) |

|            |           |                             |
| Perini 21’ | Marcatori | 25’ Spina 35’, 90’ Sabatino |

| Arbitro: | Alberto Salmistraro (Padova) |

|             |           |                           |
| Bortolus 8’ | Marcatori | 45’ Piva 57’, 62’ Bonetti |

| Arbitro: | Luca Di Camillo (Fermo) |

|  |           |                                |
|  | Marcatori | 30’ (rig.) Cavallini 70’ Turra |

| Arbitro: | Luca Faggin (Saronno) |

|            |           |              |
| Picchi 78’ | Marcatori | 90’ Piccinno |

### Coppa Italia

#### Primo turno
Girone H
| Cerro al Lambro 7 settembre 2008 | Riozzese | 0 – 3 a tav. | ACF Milan | Stadio comunale |

| Venaria Reale 13 settembre 2008 | Torino | 1 – 0 | Riozzese | Stadio Don Giacomo Mosso |

| Cerro al Lambro 20 settembre 2008 | Riozzese | 1 – 3 | Entella | Stadio comunale |

| 28 settembre 2008 | Tradate Abbiate | 1 – 2 | Riozzese |  |

| Cerro al Lambro 11 gennaio 2009 | Riozzese | 1 – 2 | Como 2000 | Stadio comunale |

## Statistiche

### Statistiche di squadra
| Competizione | Punti | In casa | In casa | In casa | In casa | In casa | In casa | In trasferta | In trasferta | In trasferta | In trasferta | In trasferta | In trasferta | Totale | Totale | Totale | Totale | Totale | Totale | DR  |
| Competizione | Punti | G       | V       | N       | P       | Gf      | Gs      | G            | V            | N            | P            | Gf           | Gs           | G      | V      | N      | P      | Gf     | Gs     | DR  |
| ------------ | ----- | ------- | ------- | ------- | ------- | ------- | ------- | ------------ | ------------ | ------------ | ------------ | ------------ | ------------ | ------ | ------ | ------ | ------ | ------ | ------ | --- |
| Serie A      | 14    | 11      | 0       | 2       | 9       | 6       | 22      | 11           | 3            | 3            | 5            | 12           | 21           | 22     | 3      | 5      | 14     | 18     | 43     | -25 |
| Coppa Italia | -     | 3       | 0       | 0       | 3       | 2       | 5       | 2            | 1            | 0            | 1            | 2            | 2            | 5      | 1      | 0      | 4      | 4      | 10     | -6  |
| Totale       | -     | 14      | 0       | 2       | 12      | 8       | 27      | 13           | 4            | 3            | 6            | 14           | 23           | 27     | 4      | 5      | 18     | 22     | 53     | -31 |

### Statistiche delle giocatrici
| Giocatore          | Serie A  | Serie A | Serie A     | Serie A    | Coppa Italia | Coppa Italia | Coppa Italia | Coppa Italia | Totale   | Totale | Totale      | Totale     |
| Giocatore          | Presenze | Reti    | Ammonizioni | Espulsioni | Presenze     | Reti         | Ammonizioni  | Espulsioni   | Presenze | Reti   | Ammonizioni | Espulsioni |
| ------------------ | -------- | ------- | ----------- | ---------- | ------------ | ------------ | ------------ | ------------ | -------- | ------ | ----------- | ---------- |
| M. Amorin De Sousa | 17       | 0       | 0           | 0          | ?            | ?            | ?            | ?            | 17+      | 0+     | 0+          | 0+         |
| E. Asperti         | 20       | 0       | 0           | 0          | ?            | ?            | ?            | ?            | 20+      | 0+     | 0+          | 0+         |
| L. Biliato         | 10       | 0       | 0           | 0          | ?            | ?            | ?            | ?            | 10+      | 0+     | 0+          | 0+         |
| T. Bonetti         | 22       | 10      | 1           | 0          | ?            | ?            | ?            | ?            | 22+      | 10+    | 1+          | 0+         |
| B. Bonini          | 1        | 0       | 0           | 0          | ?            | ?            | ?            | ?            | 1+       | 0+     | 0+          | 0+         |
| E. Celentano       | 22       | 0       | 0           | 0          | ?            | ?            | ?            | ?            | 22+      | 0+     | 0+          | 0+         |
| S. Crestan         | 6        | 0       | 0           | 0          | ?            | ?            | ?            | ?            | 6+       | 0+     | 0+          | 0+         |
| A. De Falco        | 0        | 0       | 0           | 0          | ?            | ?            | ?            | ?            | 0+       | 0+     | 0+          | 0+         |
| F. De Vincenzo     | 15       | 0       | 2           | 0          | ?            | ?            | ?            | ?            | 15+      | 0+     | 2+          | 0+         |
| P. Fassi           | 7        | 0       | 0           | 0          | ?            | ?            | ?            | ?            | 7+       | 0+     | 0+          | 0+         |
| M. Gorno           | 21       | -38     | 0           | 0          | ?            | ?            | ?            | ?            | 21+      | -38+   | 0+          | 0+         |
| S. Lacchini        | 6        | 0       | 0           | 0          | ?            | ?            | ?            | ?            | 6+       | 0+     | 0+          | 0+         |
| I. Lazzari         | 19       | 0       | 3           | 0          | ?            | ?            | ?            | ?            | 19+      | 0+     | 3+          | 0+         |
| J. Mantuano        | 17       | 0       | 0           | 0          | ?            | ?            | ?            | ?            | 17+      | 0+     | 0+          | 0+         |
| S. Marinoni        | 16       | 0       | 0           | 0          | ?            | ?            | ?            | ?            | 16+      | 0+     | 0+          | 0+         |
| C. Mauri           | 15       | 0       | 1           | 0          | ?            | ?            | ?            | ?            | 15+      | 0+     | 1+          | 0+         |
| E. Perini          | 21       | 3       | 3           | 0          | ?            | ?            | ?            | ?            | 21+      | 3+     | 3+          | 0+         |
| M. Piccinin        | ?        | ?       | ?           | ?          | ?            | ?            | ?            | ?            | ?        | ?      | ?           | ?          |
| C. Piccinno        | 14       | 4       | 3           | 0          | ?            | ?            | ?            | ?            | 14+      | 4+     | 3+          | 0+         |
| C. Pignedoli       | ?        | ?       | ?           | ?          | ?            | ?            | ?            | ?            | ?        | ?      | ?           | ?          |
| S. Piva            | 21       | 1       | 8           | 0          | ?            | ?            | ?            | ?            | 21+      | 1+     | 8+          | 0+         |
| S. Platania        | 1        | -5      | 0           | 0          | ?            | ?            | ?            | ?            | 1+       | -5+    | 0+          | 0+         |
| F. Sironi          | 16       | 0       | 1           | 0          | ?            | ?            | ?            | ?            | 16+      | 0+     | 1+          | 0+         |
| L. Sironi          | 9        | 0       | 0           | 0          | ?            | ?            | ?            | ?            | 9+       | 0+     | 0+          | 0+         |
| F. Tonani          | 1        | 0       | 0           | 0          | ?            | ?            | ?            | ?            | 1+       | 0+     | 0+          | 0+         |
| F. Ventura         | 0        | 0       | 0           | 0          | ?            | ?            | ?            | ?            | 0+       | 0+     | 0+          | 0+         |
| C. Veronesi        | 1        | 0       | 0           | 0          | ?            | ?            | ?            | ?            | 1+       | 0+     | 0+          | 0+         |